# Свети Атанасий (Ничпур)
Вижте пояснителната страница за други значения на Свети Атанасий.
„Свети Атанасий“ (на македонска литературна норма: „Свети Атанасиј“) е църква в село Ничпур, Северна Македония, част от Тетовско-Гостиварската епархия на Македонската православна църква – Охридска архиепископия.
Църквата е гробищен храм, разположен в югоизточния край на селото. Изградена е при патриарх Герман V Константинополски (1913 – 1918). Обновена е в 1995 - 1996 година и осветена на 15 май 1997 година.